# Georges de Mecklembourg-Strelitz
Georges est un prince de la maison de Mecklembourg né le 12 août 1779 à Hanovre et mort le 6 septembre 1860 à Neustrelitz. Il règne sur le grand-duché de Mecklembourg-Strelitz de 1816 à sa mort.

## Biographie
Georges est le troisième des quatre fils du grand-duc Charles II de Mecklembourg-Strelitz et de sa première épouse, la princesse Frédérique de Hesse-Darmstadt, ainsi que le seul survivant. Il fait ses études à l'université de Rostock, et succède à son père à sa mort, le 6 novembre 1816.
Le grand-duc Georges fait améliorer l'instruction publique et abolit le servage. Grand esprit, il correspond avec les grands auteurs de son temps, comme Goethe, mais, au fil des années, sa politique s'avère de plus en plus réactionnaire. Pendant la révolution de 1848, il est un adversaire acharné du libéralisme, s'opposant notamment à l'adoption d'une constitution moderne.
À sa mort, son fils aîné Frédéric-Guillaume lui succède.

## Mariage et descendance
Le 12 août 1817, le grand-duc Georges épouse la princesse Marie (1796 – 1880), fille du prince Frédéric de Hesse-Cassel-Rumpenheim. Ils ont quatre enfants :
- Louise (31 mai 1818 – 1er février 1842) ;
- Frédéric-Guillaume (1819 – 1904), grand-duc de Mecklembourg-Strelitz ;
- Caroline (1821 – 1876), épouse en 1841 le futur roi Frédéric VII de Danemark ;
- Georges (1824 – 1876).